# Maen Roch
Maen Roch ist eine französische Gemeinde mit 5.093 Einwohnern (Stand: 1. Januar 2022) im Département Ille-et-Vilaine in der Region Bretagne. Sie gehört zum Arrondissement Fougères-Vitré und zum Kanton Val-Couesnon. 
Sie entstand als Commune nouvelle mit Wirkung vom 1. Januar 2017 durch die Zusammenlegung der bisherigen Gemeinden Saint-Brice-en-Coglès und Saint-Étienne-en-Coglès, die in der neuen Gemeinde den Status einer Commune déléguée haben. Der Verwaltungssitz befindet sich im Ort Saint-Brice-en-Coglès.

## Gliederung
| Ortsteil                                | ehemaliger INSEE-Code | Fläche (km²) | Einwohnerzahl zum 1. Januar 2022 |
| --------------------------------------- | --------------------- | ------------ | -------------------------------- |
| Saint-Brice-en-Coglès (Verwaltungssitz) | 35257                 | 16,46        | 3.110                            |
| Saint-Étienne-en-Coglès                 | 35267                 | 22,65        | 1.983                            |

## Geographie
Die Gemeinde liegt rund 13 Kilometer nordwestlich von Fougères. Das Gemeindegebiet wird vom Fluss Loisance durchquert.
Sie grenzt
- im Norden an Les Portes-du-Coglais,
- im Osten an Saint-Sauveur-des-Landes,
- im Süden an Saint-Hilaire-des-Landes,
- im Südwesten an Baillé,
- im Westen an Saint-Marc-le-Blanc und Val-Couesnon mit Tremblay.

## Gemeindepartnerschaften
- Karlstadt in Bayern, Deutschland, seit 1970
- Skrunda, Lettland, seit 2006
- Dopiewo, Woiwodschaft Großpolen, Polen, seit 2008